# Instytut Filozofii Uniwersytetu Jagiellońskiego
Instytut Filozofii Uniwersytetu Jagiellońskiego – jednostka Wydziału Filozoficznego UJ w Krakowie, która mieści się w Collegium Broscianum, przy ulicy Grodzkiej 52. Instytut prowadzi studia na kierunkach filozofia, kognitywistyka i etyka.   
Jednostka powstała w 1967 w wyniku połączenia Katedry Filozofii, Katedry Historii Filozofii, Katedry Logiki i Katedry Filozofii Przyrody. Od 2007 roku przy instytucie działa Academia Electronica – niezinstytucjonalizowany ośrodek naukowo-dydaktyczny działający w Second Life. W 2012 roku odbyła się w niej pierwsza w Polsce publiczna obrona rozprawy doktorskiej w sieci.   

## Władze
źródło
- dr hab. Jerzy Gołosz, prof. UJ – dyrektor;
- prof. dr hab. Arkadiusz Chrudzimski  – zastępca dyrektora ds. dydaktycznych.

## Struktura organizacyjna

### Zakłady i Pracownie
źródło
- Pracownia Etyki Praktycznej i Historii Etyki (kierownik: prof. dr hab. Włodzimierz Galewicz);
- Zakład Epistemologii (kierownik: prof. dr hab. Tomasz Placek);
- Pracownia Estetyki (kierownik: dr hab. Krzysztof Guczalski, prof. UJ);
- Pracownia Etyki (kierownik: prof. dr hab. Marek Drwięga);
- Pracownia Filozofii Kultury (kierownik: prof. dr hab. Piotr Mróz);
- Pracownia Filozofii Nauk Przyrodniczych (kierownik: dr hab. Jerzy Gołosz, prof. UJ);
- Pracownia Filozofii Polskiej (kierownik: dr hab. Steffen Huber, prof. UJ);
- Zakład Historii Filozofii (kierownik: dr hab. Michał Bohun, prof. UJ);
- Zakład Kognitywistyki (kierownik: dr hab. Adam Chuderski);
- Pracownia Logiki (kierownik: dr hab. Piotr Łukowski, prof. UJ);
- Zakład Ontologii (kierownik: dr hab. Sebastian Tomasz Kołodziejczyk);
- Pracownia Filozofii Języka i Umysłu (kierownik: dr hab. Katarzyna Kijania-Placek, prof. UJ).

## Organizacje studenckie
W Instytucie działa Koło Naukowe Studentów Filozofii UJ oraz Koło Naukowe Studentów Kognitywistyki UJ.